# Parakibara
Parakibara é um género monotípico de plantas com flores pertencentes à família Monimiaceae. 
A sua área de distribuição nativa é na Malésia Oriental.
A sua única espécie é Parakibara clavigera.

## Descrição
Árvore pequena com folhas opostas dentadas. Inflorescência em um fascículo axilar. 
A flor masculina apresenta 4 pétalas; a flor feminina e o fruto não são conhecidos.